# Język aceh
Język aceh (bahsa Acèh / Aceh, بهسا اچيه‎) – język austronezyjski używany w indonezyjskiej prowincji Aceh na wyspie Sumatra. Posługują się nim Aczinowie. Według danych z 2000 roku ma 3,5 mln użytkowników.
Często zaliczany do języków czamskich; niemniej według bardziej konserwatywnej klasyfikacji stanowi gałąź siostrzaną wobec tych języków. 
Ma rozwinięte piśmiennictwo. Współcześnie do zapisu tego języka służy alfabet łaciński, natomiast w przeszłości stosowano zmodyfikowany alfabet arabski, zwany jawi. Pierwsze materiały nt. języka aceh, które stworzył K.F.H. van Langen, ukazały się w 1889 r. (gramatyka, podręcznik i słownik). Kolejne opracowanie poświęcone jego gramatyce sporządził Snouck Hurgronje (1900), który zaproponował też wczesną wersję ortografii łacińskiej.
Nie jest używany przez wszystkich przedstawicieli młodszego pokolenia. Na obszarach miejskich jest wypierany przez język indonezyjski, który dominuje w edukacji. 